# 米倫科·韋利科維奇
米倫科·韋利科維奇（羅馬化：Milenko Veljković，1995年9月20日—）為塞爾維亞男子籃球運動員，場上主打中鋒位置。

## 職業生涯
2022年9月12日，韋利科維奇加盟T1聯盟台灣啤酒英熊，球隊取中文名為「范姜偉齊」。12月13日，台灣啤酒英熊宣布與韋利科維奇解除合約關係，韋利科維奇共出賽六場例行賽，繳出場均6.7分、7.2籃板、1阻攻的表現。
2023年11月24日，科林宣布韋利科維奇加入球隊頂替Jakub Petráš。

## 國家隊生涯
2017年韋利科維奇代表塞爾維亞參加2017年夏季世界大學運動會籃球比賽男子賽事，最後幫助塞爾維亞獲得第四名。

## 生涯數據

### T1聯盟

#### 例行賽
| 賽季    | 球隊         | GP | MPG   | 2P%  | 3P% | FT% | RPG | APG | SPG | BPG | PPG |
| ------- | ------------ | -- | ----- | ---- | --- | --- | --- | --- | --- | --- | --- |
| 2022-23 | 台灣啤酒英熊 | 6  | 26:22 | 40.6 | 0   | 70  | 7.2 | 0.7 | 0   | 1   | 6.7 |

## 外部連結
- 米倫科·韋利科維奇的Instagram帳戶
- 米倫科·韋利科維奇的X（前Twitter）
- 米倫科·韋利科維奇在fiba.basketball（英语）
- 米倫科·韋利科維奇在archive.fiba.com（archived）（英语）
- 米倫科·韋利科維奇在亞得里亞海聯賽（英语）
- 米倫科·韋利科維奇在Eurobasket.com（球員）（英语）
- 米倫科·韋利科維奇在RealGM（英语）
- 米倫科·韋利科維奇在Proballers（英语）